# Fernando José Penteado
Fernando José Penteado (* 7. Juli 1934 in São Paulo) ist ein brasilianischer römisch-katholischer Geistlicher und emeritierter Bischof von Jacarezinho.

## Leben
Fernando José Penteado empfing am 8. Dezember 1960 die Priesterweihe für das Erzbistum São Paulo.
Papst Johannes Paul II. ernannte ihn am 2. April 1979 zum Weihbischof in São Paulo und Titularbischof von Turres Ammeniae. Der Papst persönlich spendete ihm am 27. Mai desselben Jahres die Bischofsweihe; Mitkonsekratoren waren Duraisamy Simon Lourdusamy, Sekretär der Kongregation für die Evangelisierung der Völker, und Eduardo Martínez Somalo, Substitut des Staatssekretariates.
Am 5. Juli 2000 wurde er zum Bischof von Jacarezinho ernannt. Am 23. Juni 2010 nahm Papst Benedikt XVI. seinen altersbedingten Rücktritt an.